# Facultad de Filosofía y Letras (Universidad de Valladolid)
La Facultad de Filosofía y Letras de la Universidad de Valladolid es un centro docente situado en Valladolid donde se imparten estudios de grado, doctorado, másteres y licenciaturas (a extinguir) de la rama de Humanidades y Ciencias Sociales. El edificio se abrió en 1917.

## Equipamientos
La facultad cuenta con 42 aulas equipadas con sistemas informáticos, cañones de proyección, pizarras digitales, etc. De ellas, 3 son aulas multimedia, así como se ha habilitado otra clase con ordenadores para uso exclusivo del alumnado. El centro dispone también de una Sala de Juntas con capacidad para 70 personas, un Salón de Grados para 180 y un Salón de Actos, el Aula Magna Lope de Rueda, que puede acoger a más de 200 asistentes.

## Titulaciones
- Grado en Periodismo Archivado el 16 de febrero de 2016 en Wayback Machine.
- Grado en Estudios Clásicos Archivado el 13 de febrero de 2016 en Wayback Machine.
- Grado en Geografía y Ordenación del Territorio Archivado el 12 de febrero de 2016 en Wayback Machine.
- Grado en Historia del Arte Archivado el 16 de febrero de 2016 en Wayback Machine.
- Grado en Historia Archivado el 16 de febrero de 2016 en Wayback Machine.
- Grado en Estudios Ingleses Archivado el 16 de febrero de 2016 en Wayback Machine.
- Grado en Filosofía Archivado el 16 de febrero de 2016 en Wayback Machine.
- Grado en Lenguas Modernas y sus Literaturas Archivado el 16 de febrero de 2016 en Wayback Machine. (Alemán/Francés/Español)
- Grado en Historia y Ciencias de la Música Archivado el 16 de febrero de 2016 en Wayback Machine.
- Grado en Español: Lengua y Literatura Archivado el 16 de febrero de 2016 en Wayback Machine.

## Departamentos
- Estudios Ingleses
- Filología Francesa y Alemana
- Lengua Española
- Literatura Española, Teoría de la Literatura y Literatura Comparada
- Filología Clásica
- Historia Antigua y Medieval
- Historia Moderna, Contemporánea y de América, Periodismo, Comunicación Audiovisual y Publicidad
- Historia del Arte
- Prehistoria, Arqueología, Antropología Social y Ciencias y Técnicas Historiográficas
- Geografía
- Filosofía, Lógica y Filosofía de la Ciencia, Teoría e Historia de la Educación, Filosofía Moral, Estética y Teoría de las Artes
- Historia y Ciencias de la Música

## Grupos de Investigación Reconocidos, Institutos y Cátedras vinculadas al centro
- Cátedra Felipe II
- Cátedra de Estudios sobre la Tradición

- GIR Área de humanidades
- GIR Nuteco (Nuevas tendencias en comunicación)
- Instituto Universitario de Historia Simancas
- Cátedra de Estudios Hispánicos
- Cátedra de Estudios de Género (Alicia Puleo, Angélica Velasco y Dina Garzón Pacheco)
- Cátedra Miguel Delibes

## Periodismo
La Universidad de Valladolid es la única universidad pública de Castilla y León que imparte estudios de Periodismo. Actualmente, se oferta formación en:
- Grado en Periodismo Archivado el 16 de febrero de 2016 en Wayback Machine.
- Licenciatura en Periodismo Archivado el 16 de febrero de 2016 en Wayback Machine. (A extinguir)
- Máster en Investigación de la Comunicación como Agente Histórico-Social Archivado el 3 de abril de 2016 en Wayback Machine.